# Ambinakodige, Mudigere
Ambinakodige là một làng thuộc tehsil Mudigere, huyện Chikmagalur, bang Karnataka, Ấn Độ.